# Animaux de compagnie de Vladimir Poutine
Vladimir Poutine, l'actuel président de la Russie, a eu de nombreux chiens au fil du temps. Il en possède quatre depuis 2014,. Son amour pour les chiens a fait de ces derniers un cadeau politique notable dans les relations diplomatiques russes.

## Chiens
Lorsque Vladimir Poutine a pris ses fonctions, la famille Poutine avait deux caniches, Tosya et Rodeo. Ils seraient restés avec son ex-femme Lioudmila après leur divorce. Les diplomates étrangers, informés de son amour des chiens, lui en offrent à plusieurs reprises.

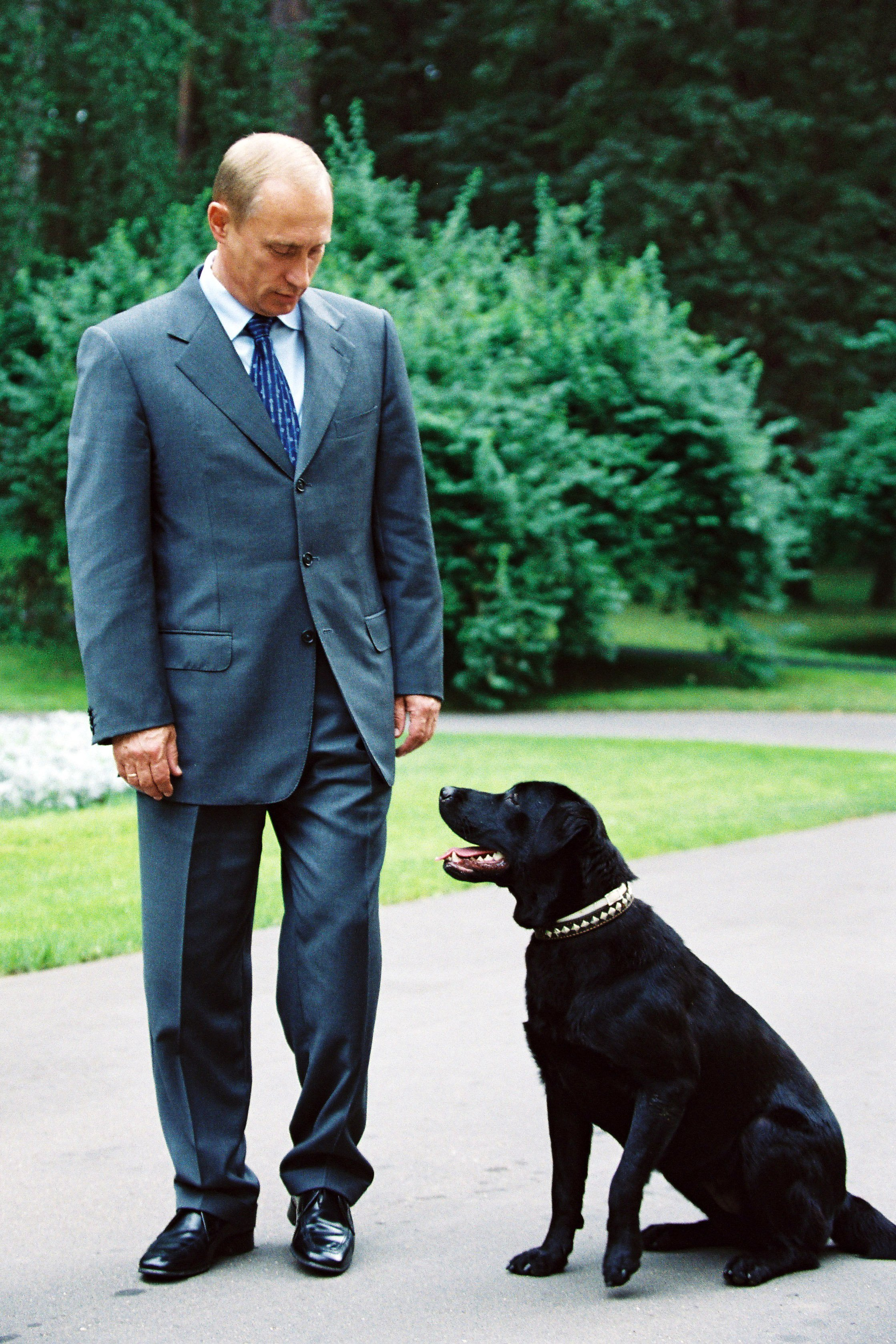
Poutine avec Konni en 2001.

### Konni (1999-2014)
Konni (1999-2014) était une femelle Labrador retriever noire. Elle est née en 1999 et présentée à Vladimir Poutine en décembre 2000. Konni était souvent vu aux côtés de Poutine et était parfois autorisée à assister à des réunions lorsqu'il saluait les dirigeants mondiaux lors de visites en Russie.
Connaissant la peur des chiens d'Angela Merkel, il n'a pas hésité à exploiter cette aversion pour instaurer un rapport de force lors d'une rencontre en 2007.  
Poutine a été formé sur les progrès du système russe de navigation par satellite (GLONASS) en 2007 lorsqu'il a demandé s'il serait en mesure d'acheter un appareil connecté au GLONASS qui lui permettrait de suivre sa chienne, Konni. Le collier a été présenté à Konni le 17 octobre 2008, faisant ainsi de Konni la première destinataire d'un collier pour animal de compagnie compatible GLONASS,.

### Buffy (2010-présent)
Buffy, un berger bulgare caramel et blanc âgé de 10 semaines, a été donné au président Vladimir Poutine lors d'une visite en Bulgarie en novembre 2010 par le Premier ministre bulgare Boyko Borisov,. Le nom « Buffy » a été choisi par un garçon de cinq ans lors d'une compétition nationale.

### Yume (2012-présent)

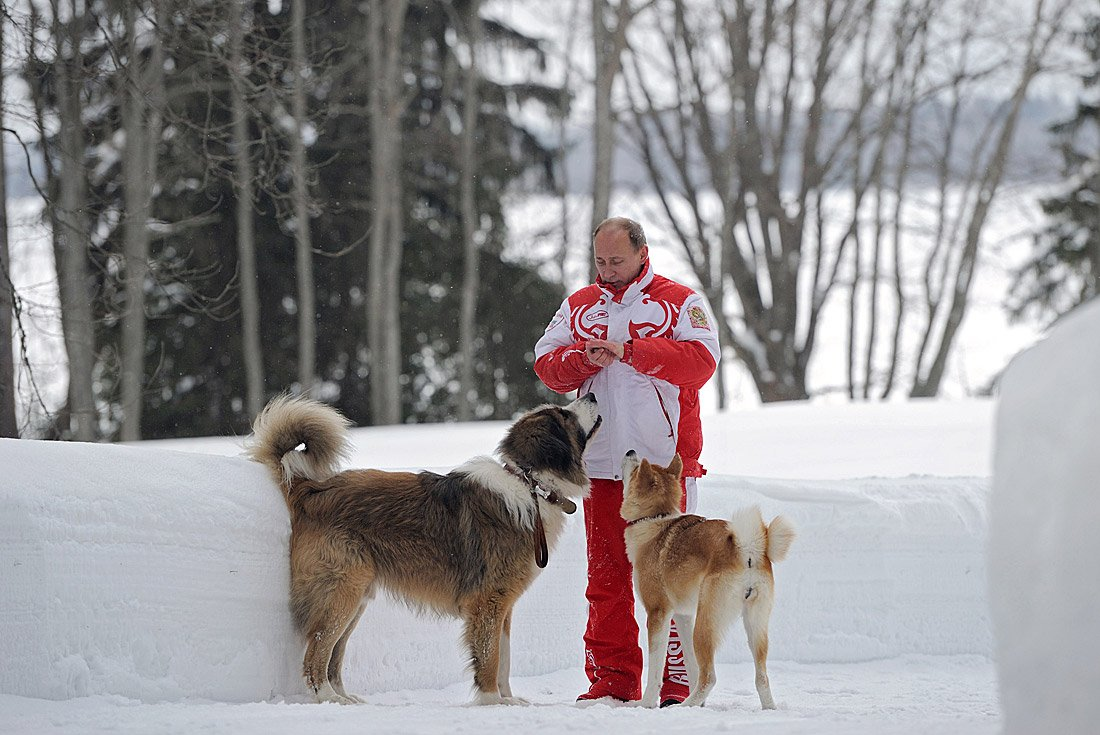
Poutine avec Yume et Buffy (2013)

Yume est une chienne Akita. Elle est arrivée à Moscou à l'âge de 3 mois en provenance de Tokyo en juillet 2012, comme cadeau de la préfecture d'Akita pour montrer sa gratitude pour l'aide de la Russie après le tremblement de terre et le tsunami de Tōhoku en 2011. « Yume » signifie « rêve » en japonais,,.
En 2016, le gouvernement japonais a offert à Poutine un chiot mâle Akita comme compagnon pour Yume, mais ce cadeau a été refusé,,.

### Verny (2017-présent)

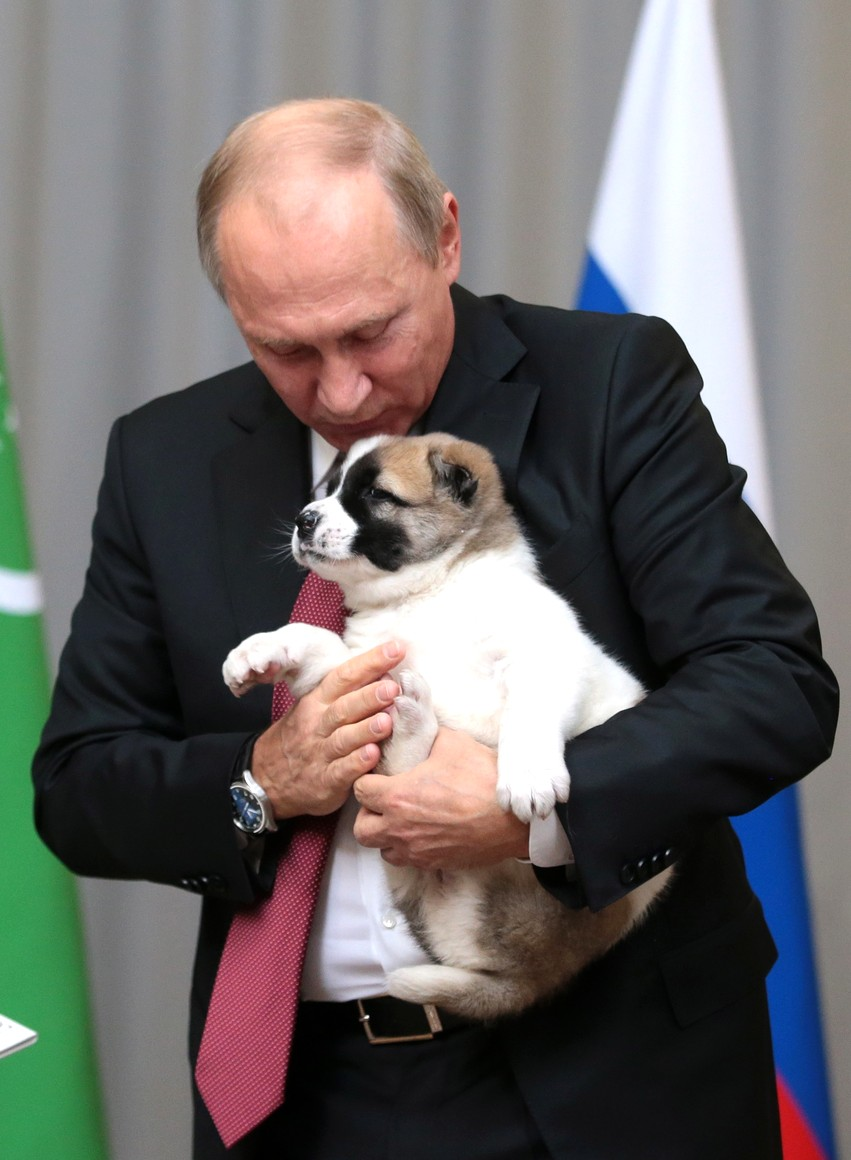
Poutine avec Verni en 2017.

Verny était un cadeau d'anniversaire de Gurbanguly Berdimuhamedow, président du Turkménistan, lors d'une réunion à Sotchi en octobre 2017. Le chiot est un Alabai, une variété de race turkmène du chien de berger d'Asie centrale. « Verny » signifie « fidèle » ou « loyal » en russe,.

### Pacha (2019-présent)
Pacha (serbe en écriture cyrillique : Паша) est un chiot šarplaninac qui a été donné à Vladimir Poutine par le président serbe Aleksandar Vučić lors d'une visite officielle en janvier 2019.

## Chevaux
En 2017, Almazbek Atambaev, président du Kirghizistan, lui offre un cheval, un étalon pur-sang de couleur grise.

## Culte de la personnalité

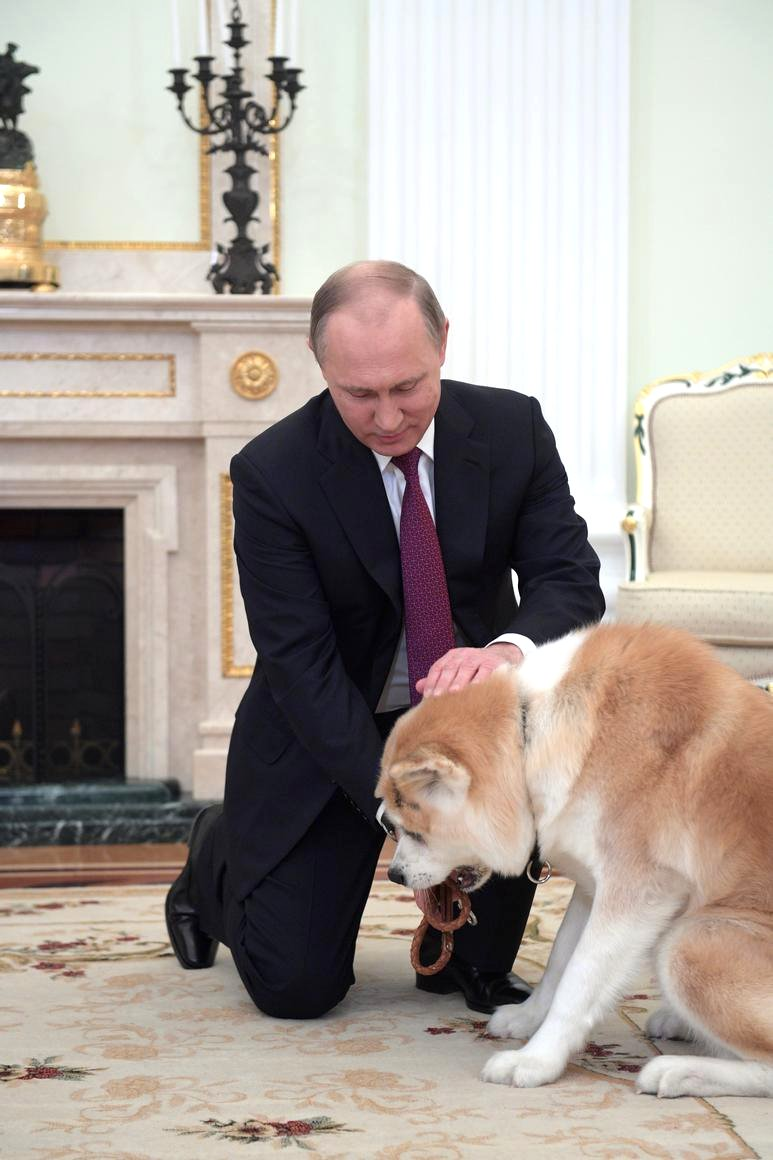
Vladimir Putin avec Yume (2016)

Pour le journaliste politique Lucas Jakubowicz, Vladimir Poutine instrumentalise les animaux pour montrer son côté humain mais aussi sa puissance, offrant ainsi un double visage. Il se fait prendre en photos avec ses chiens montrant ainsi un visage humain et empathique. Au contraire, sa puissance s'exprime dans la nature sauvage qu'il est capable de dompter.
Burdett Loomis, professeur de science-politique à l'université de Kansas, estime dans The Washington Post que Poutine sait que les photos avec les animaux représentent une occasion d'améliorer son image. Cette « propagande animalière » permet d'estomper l’image autoritaire qu'il affiche par ailleurs.
Pour Jan Kubik, professeur en études slaves, les images de Vladimir Poutine avec des animaux servent à au moins trois objectifs pour son image :
- Montrer une image virile, notamment lorsqu'il monte un cheval torse nu,
- Montrer une image plus douce, relativisant ainsi son image de cruel dictateur,
- Montrer globalement qu'il « a un cœur » mais que son amour est dur et viril.